# Peter Jonas Bergius
Peter Jonas Bergius (Vittaryd, Suecia, 6 de julio de 1730 - Estocolmo (id.), 10 de julio de 1790) fue un botánico y pteridólogo sueco.

## Biografía
Estudió con Carlos Linneo (1707-1778), quien le dedicó el nombre del género botánico Bergia de la familia de las Elatinaceae en 1771.
Es el autor de Descriptiones plantarum ex Capita Bonae Spei (1767) donde describe la flora del cabo de Buena Esperanza.
Legó a la Academia de Ciencias de Estocolmo su biblioteca y su propio jardín botánico: el Bergianska trädgården.
En el siglo XIX, los edificios pasaron a albergar un organismo de estudios del ambiente.

## Obras
- Descriptiones plantarum ex Capite Bonae Spei (en latín). Stockholm. Lars Salvius. 1767.
- Materia Medica e Regno Vegetabili P. J. Bergius, 2 volúmenes, 1778., 2ª edic. 1782

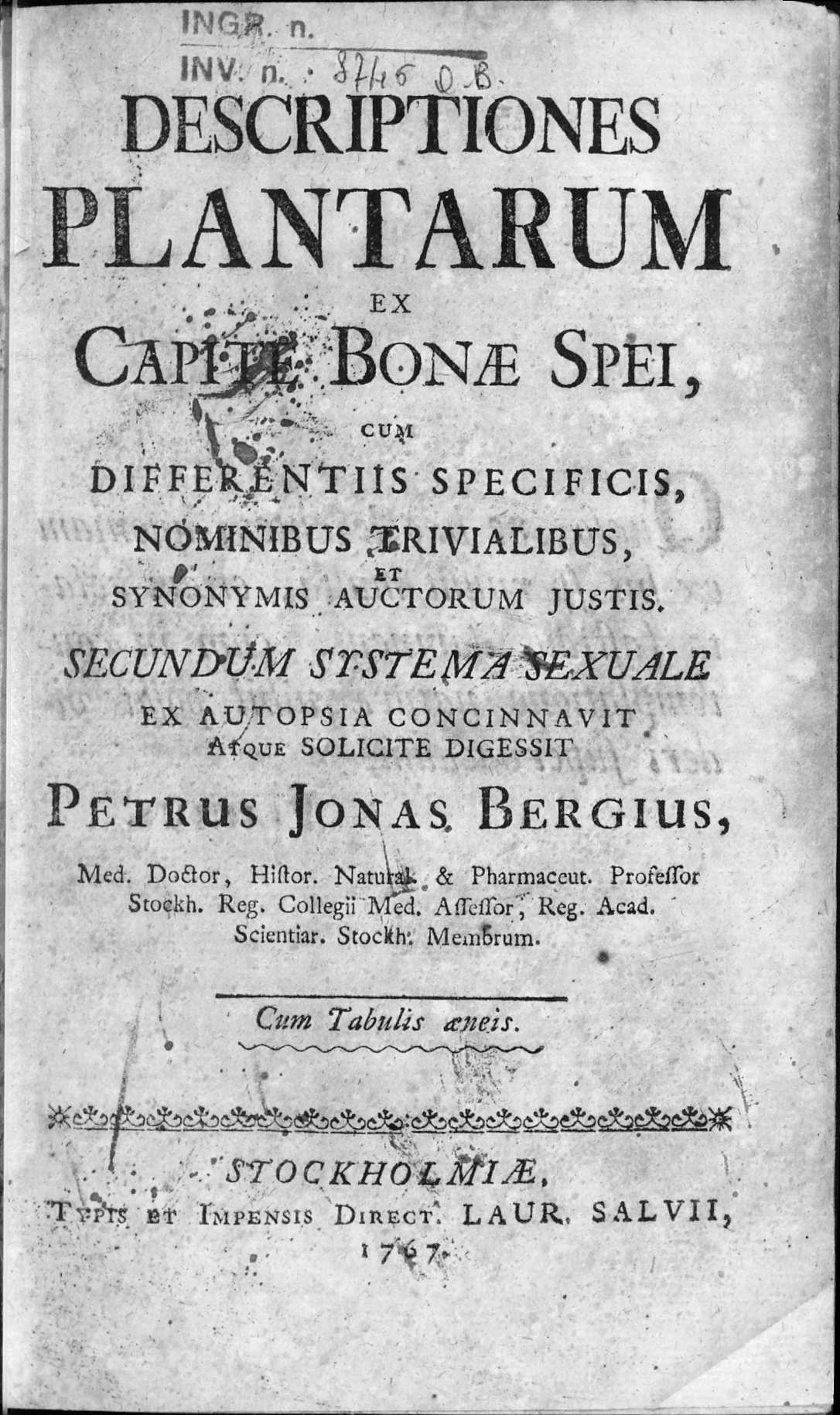
Descriptiones plantarum ex Capite Bonae Spei, 1767

- La abreviatura «P.J.Bergius» se emplea para indicar a Peter Jonas Bergius como autoridad en la descripción y clasificación científica de los vegetales.[1]